# Ваља Маре (Алба)
Ваља Маре (рум. Valea Mare) насеље је у Румунији у округу Алба у општини Черу-Бакаинци. Oпштина се налази на надморској висини од 497 m.

## Становништво
Према подацима из 2002. године у насељу је живело 30 становника, од којих су сви румунске националности.